# Viljo Vellonen
Viljo Vellonen (* 24. März 1920; † 5. Februar 1995) war ein finnischer Skilangläufer.
Vellonen, der für den Savonlinnan Hiihtoseuran startete, gewann im Jahr 1949 bei den Lahti Ski Games und bei den Svenska Skidspelen jeweils den 18-km-Lauf. Im folgenden Jahr holte er bei den nordischen Skiweltmeisterschaften in Lake Placid die Silbermedaille mit der Staffel und errang zudem den sechsten Platz über 18 km. Im Jahr 1952 siegte er erneut bei den Svenska Skidspelen über 18 km und kam bei den Lahti Ski Games auf den dritten Platz über 18 km. Im folgenden Jahr gewann er bei den Svenska Skidspelen den 50-km-Lauf und belegte über 18 km den dritten Platz.  Bei den Lahti Ski Games lief er im März 1953 auf den zweiten Platz über 50 km. Bei finnischen Meisterschaften siegte er 1949 über 15 km und 1952 und 1953 über 50 km.